# Thereva occidentalis
Thereva occidentalis är en tvåvingeart som beskrevs av Lyneborg 1976. Thereva occidentalis ingår i släktet Thereva och familjen stilettflugor. Inga underarter finns listade i Catalogue of Life.